# ユニバーサル・レコード
ユニバーサル・レコード（Universal Records）は、アメリカ合衆国のレコード会社、ユニバーサル・ミュージックが所有していたレコード・レーベル。

## 歴史
1995年、ライジング・タイド・レコードがMCAシーグラムに買収された翌1996年に設立。創立者はダグ・モリスとダニエル・グラス。ユニバーサル・モータウン・リパブリック・グループ（UMRG）傘下のレコード・レーベルであったが、ユニバーサル・モータウンとユニバーサル・リパブリック・レコードが設立され、そこからアーティスト全員が引き抜かれたため、このレーベルは2006年から活動を停止している。
なお、ヨーロッパとフィリピンのユニバーサル・レコードとの関係は一切ない。また、ABBAの音楽権利も持っていた。